# Yin Hang
Yin Hang (chinesisch 尹航; * 7. Februar 1997) ist eine chinesische Geherin. 

## Sportliche Laufbahn
Yin nahm bei den Weltmeisterschaften 2017 in London (Großbritannien) im 50-km-Straßengehen teil. Sie gewann in einer Zeit von 4:08:58 h die Silbermedaille. Von den sieben Athletinnen am Start erreichten nur vier das Ziel.